# Wilmore (Kansas)
Wilmore is een plaats (city) in de Amerikaanse staat Kansas en valt bestuurlijk gezien onder Comanche County.

## Demografie
Bij de volkstelling in 2000 werd het aantal inwoners vastgesteld op 57.
In 2006 is het aantal inwoners door het United States Census Bureau geschat op 56, een daling van 1 (-1,8%).

## Geografie
Volgens het United States Census Bureau beslaat de plaats een oppervlakte van
0,5 km², geheel bestaande uit land. Wilmore ligt op ongeveer 617 m boven zeeniveau.

## Plaatsen in de nabije omgeving
De onderstaande figuur toont nabijgelegen plaatsen in een straal van 36 km rond Wilmore.